# LU-VE Group
LU-VE Group  è un'azienda multinazionale italiana attiva nel settore dello scambio termico e della refrigerazione con sede a Uboldo, in provincia di Varese. Fondata nel 1985 da Iginio Liberali, è specializzata nella progettazione e produzione di scambiatori di calore per applicazioni industriali e commerciali. Dal 2015 è quotata presso la Borsa Italiana, inizialmente nel segmento AIM, dal 2017 nel segmento MTA e dal 2022 in Euronext STAR Milan.

## Storia
Le origini di LU-VE risalgono al 1985, quando Iginio Liberali, figlio di un operaio della Necchi, decise di intraprendere un'attività imprenditoriale autonoma investendo i risparmi in quella che lui stesso definì una “Lucky Venture”. Furono proprio queste parole a definire il nome della neonata azienda: la LU-VE S.p.A.: uno dei primi esperimenti di venture capital in Italia.
Grazie a questo investimento nel 1986 Iginio Liberali rilevò la Contardo S.p.A., un'azienda con una lunga tradizione nel settore degli scambiatori di calore, fondata nel 1928, che stava attraversando un momento di crisi.
Nel corso degli anni, LU-VE Group ha intrapreso una serie di acquisizioni strategiche per consolidare la propria presenza internazionale nel settore degli scambiatori di calore. Nel 1991, ha integrato nel gruppo la Sest S.p.A., azienda fondata da Pierluigi Faggioli, attuale co-proprietario del Gruppo, ampliando successivamente le operazioni in Polonia con la costituzione di Sest/LU-VE Polska nel 2002 e l’anno successivo perfezionando l'acquisizione di HTS in Repubblica Ceca.
Nel frattempo, nel 2000 nasce TGD - Thermo Glass Doors, azienda di produzione di porte vetrate per banchi refrigerati, che verrà successivamente integrata nel gruppo da Iginio Liberali.
Nel 2011 apre uno stabilimento produttivo in Cina a Changshu, sede poi spostata a Tianmen dove è stato completato nel 2024 l’ampliamento, e acquisisce il marchio AIA. 
Nel 2016 LU-VE acquisisce Spirotech, un'azienda indiana con sede a Bhiwadi, nel Rajasthan, con esperienza nel settore degli scambiatori di calore.
Nel 2018 acquisisce la statunitense Zyklus Heat Transfer Inc., specializzata nella produzione di scambiatori per la refrigerazione commerciale e industriale, con sede a Jacksonville, Texas, di cui è previsto l’ampliamento nel corso del 2025.
Nel 2019, LU-VE Group ha completato l'acquisizione della divisione scambiatori di calore ad aria di Alfa Laval, nota come AL Air. Questa operazione ha incluso gli stabilimenti in Italia, Finlandia e India, oltre ad alcuni marchi storici per il settore.
Il 2022 segna un altro anno molto importante per l'azienda. Infatti, dopo quasi tre decenni di gestione, Tecnair, azienda specializzata nella climatizzazione di precisione e nelle soluzioni per il condizionamento industriale acquisita nel 1994, viene ceduta segnando la conclusione del controllo di LU-VE su questa società.
Sempre nello stesso anno, LU-VE acquisisce il 75% di Refrion Group, azienda italiana specializzata nella produzione di condensatori raffreddati ad aria, dry cooler e batterie. Questa acquisizione verrà poi completata nel 2024 al 100%.
Nel dicembre 2022 Iginio Liberali muore all'età di 91 anni. Gli subentra il figlio Matteo Liberali, già CEO, che va a ricoprire anche la carica di Presidente. I proprietari e soci di maggioranza dell'azienda sono attualmente Matteo e Fabio Liberali (Chief Identity & Communications Officer), figli del fondatore Iginio. Socia di minoranza è la famiglia Faggioli con Pierluigi (Vicepresidente del Gruppo) e Michele (Strategic Development & Sustainability Officer).

## Applicazioni e prodotti

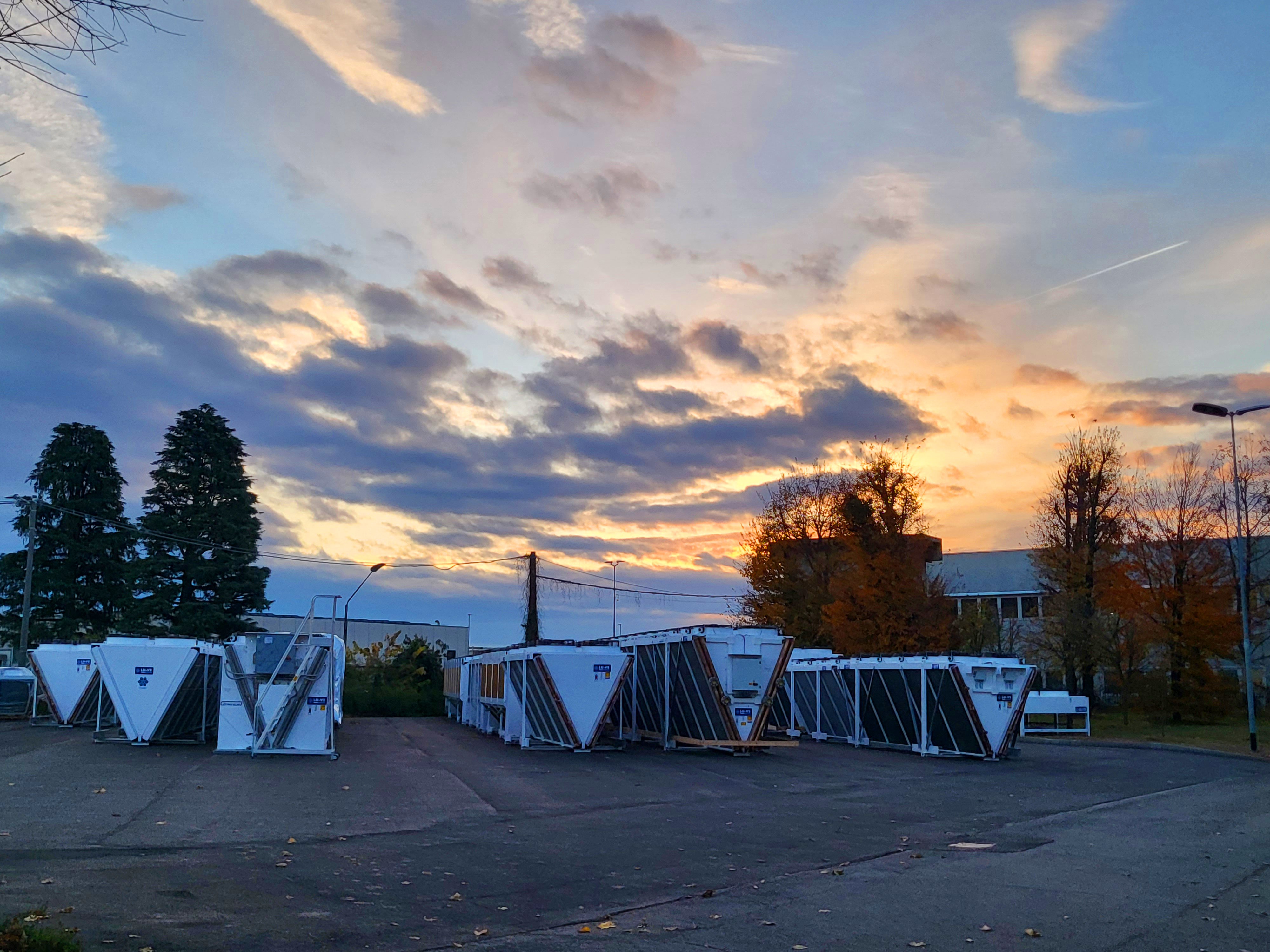
Prodotti LU-VE

I prodotti includono principalmente evaporatori, condensatori e refrigeratori ad aria e acqua grazie alla tecnologia adiabatica. Questi vengono impiegati in settori quali la refrigerazione commerciale e industriale, il condizionamento dell'aria e la catena del freddo.
LU-VE fornisce macchinari per il raffreddamento di data center, sviluppando sistemi adatti a soddisfare le esigenze di raffreddamento legate all'evoluzione ed espansione del cloud computing e dei big data.

## Premi e riconoscimenti
- Leader della Sostenibilità: l'azienda è stata inclusa nella classifica "Leader della Sostenibilità", selezionata tra le migliori realtà italiane in ambito ESG (Ambientale, Sociale, Governance).[17]

- Premio "Eccellenze d'Impresa" 2023: Nel 2023, l'azienda è stata insignita del premio "Eccellenze d'Impresa".[18]